# Cyperus dentatus
Cyperus dentatus là một loài thực vật có hoa trong họ Cói. Loài này được Torr. mô tả khoa học đầu tiên năm 1823.